# Liste der Monuments historiques in Cernay (Haut-Rhin)
Die Liste der Monuments historiques in Cernay führt die Monuments historiques in der französischen Gemeinde Cernay auf.

## Liste der Bauwerke
| Bezeichnung       | Beschreibung                                                                                | Standort                    | Kennzeichnung | Schutzstatus | Datum | Bild           |
| ----------------- | ------------------------------------------------------------------------------------------- | --------------------------- | ------------- | ------------ | ----- | -------------- |
| Porte de Thann    | Stadttor, im 13. Jahrhundert erbaut                                                         | Rue de Thann (Lage)         | PA00085359    | Classé       | 1920  | weitere Bilder |
| Rundturm          | südöstlicher Eckturm der Stadtbefestigung, 13. Jahrhundert                                  | 12 rue James Barbier (Lage) | PA00085358    | Classé       | 1937  | weitere Bilder |
| Kirche St-Étienne | 1891 nach Entwurf von Charles Winekler erbaut; im Schiff Wandmalereien von René Kuder, 1930 | Rue de Thann (Lage)         | PA68000035    | Inscrit      | 2002  | weitere Bilder |
| Gerichtsgebäude   | ehemaliges Amtsgericht; Neorenaissancebau, Entwurf Ludwig Wolff, 1906                       | 5 rue Georges Risler (Lage) | PA68000036    | Inscrit      | 2002  |                |

## Liste der Objekte
| Bezeichnung                   | Beschreibung | Standort                             | Kennzeichnung | Schutzstatus | Datum | Bild |
| ----------------------------- | --- | ------------------------------------ | ------------- | ------------ | ----- | ---- |
| Kruzifix                      | Holz, farbig gefasst, 17. Jahrhundert | in der Kirche St-Étienne (Lage)      | PM68000639    | Classé       | 1987  |      |
| Notre-Dame de Birlingen       | Skulptur Madonna mit Kind; Holz, farbig gefasst, vermutlich aus dem 17. Jahrhundert                                                                                     | in der Kirche St-Étienne (Lage)      | PM68001255    | Inscrit      | 2000  |      |
| Kruzifix                      | Lindenholz, farbig gefasst, vermutlich aus dem 17. Jahrhundert | in der Spitalkapelle St-Henri (Lage) | PM68001315    | Inscrit      | 1999  |      |
| Dieseltriebwagen X3710        | normalspuriger Triebwagen der Baureihe SNCF X 3700, 1949 bei De Dietrich in Reichshoffen gebaut; in Burnhaupt-le-Haut stationiert                                       | im Bahnhof Cernay St-André (Lage)    | PM68000975    | Classé       | 2011  |      |
| Dampflokomotive 030-T-51      | normalspurige Lokomotive der Compagnie des chemins de fer secondaires du Nord-Est, 1914 in den Ateliers de la Meuse in Lüttich gebaut; in Burnhaupt-le-Haut stationiert | im Bahnhof Cernay St-André (Lage)    | PM68000976    | Classé       | 2011  |      |
| Gemälde Die Messe der Chouans | Ölfarbe auf Leinwand, um 1920, von Robert Gilles Plantey | in der Kirche St-Étienne (Lage)      | PM68001409    | Inscrit      | 2002  |      |